# Royal Niger Company
La Royal Niger Company (en français : Compagnie royale du Niger) était une compagnie à charte agréée par le gouvernement du Royaume-Uni au XIXe siècle. Elle a constitué les fondements de l'état actuel du Nigeria.

## Histoire
Sir George Taubman Goldie avait imaginé d'ajouter à l'Empire britannique les régions alors peu connues du cours central et méridional du fleuve Niger, et il consacra plus de vingt ans à la mise en œuvre de cette idée. La méthode qu'il avait retenue était de s'appuyer à nouveau sur des compagnies bénéficiant du privilège du gouvernement à l'intérieur de l'empire, méthode censément abandonnée depuis la Compagnie britannique des Indes orientales. La première étape du projet fut de réunir tous les intérêts commerciaux de la région du Niger, ce qu'il accomplit en 1879 avec la constitution de l'United African Company. En 1881 Goldie chercha à obtenir une charte du gouvernement Gladstone, mais sans succès.
À cette époque des commerçants français, encouragés par Léon Gambetta, étaient eux-mêmes en train de s'établir sur le bas Niger. Cependant, usés par une guerre des prix et privé de l'influence de Gambetta mort en 1882, ils vendirent les droits de la Société française de l'Afrique équatoriale en 1884, de sorte qu'à la conférence de Berlin de 1885 sur l'Afrique de l'Ouest, Goldie, qui était présent en tant qu'expert sur les questions liées au fleuve, put annoncer que le drapeau britannique était désormais seul à flotter sur le bas Niger. Entretemps la ligne côtière du Niger avait été placée sous protection britannique. Plus de 400 traités politiques furent signés par Goldie avec les chefs de tribus du bas-Niger et les états Haoussa. Les scrupules du gouvernement britannique étant surmontés, une charte fut finalement accordée en juillet 1886, la National African Company devenant la Royal Niger Company, avec comme gouverneur Henry Austin Bruce, et Goldie comme vice-gouverneur.
Il était cependant clairement impossible pour une telle société de conserver ses possessions face aux colonies françaises et allemandes, et par voie de conséquence, le 1er janvier 1900, la Royal Niger Company transféra ses territoires au gouvernement britannique pour la somme de 865 000 livres sterling. Les territoires cédés, ainsi que le petit protectorat de la Côte du Niger, déjà sous contrôle impérial, donnèrent naissance aux deux protectorats du Nigeria septentrional et méridional.

## Sources
- (en) Cet article est partiellement ou en totalité issu de l’article de Wikipédia en anglais intitulé « Royal Niger Company » (voir la liste des auteurs).